# Pieszyce
Pieszyce (Duits: Peterswaldau) is een stad in het Poolse woiwodschap Neder-Silezië, gelegen in de powiat Dzierżoniowski. De oppervlakte bedraagt 63,6 km², het inwonertal 9576 (2005).

## Verkeer en vervoer
- Station Pieszyce Stadion

## Partnersteden
- Schortens (Duitsland)